# لي شارب (لاعب كرة قدم)
لي شارب (بالإنجليزية: Lee Sharpe)‏ (27 مايو 1971 في المملكة المتحدة - ) هو لاعب كرة قدم بريطاني في مركز الوسط. شارك مع منتخب إنجلترا تحت 21 سنة لكرة القدم ومنتخب إنجلترا لكرة القدم الرديف ومنتخب إنجلترا لكرة القدم. أما مع النوادي، فقد لعب مع برادفورد سيتي وليدز يونايتد ومانشستر يونايتد ونادي إكزتر سيتي ونادي بورتسموث ونادي توركي يونايتد ونادي سامبدوريا وGarforth Town A.F.C. ‏ وGrindavík (men's football) ‏.

## وصلات خارجية
- لي شارب على موقع قاعدة بيانات كرة القدم.إي يو (الإنجليزية)
- لي شارب على موقع ناشيونال فوتبول تيمز (الإنجليزية)
- لي شارب على موقع Soccerbase.com (لاعب) (الإنجليزية)
- لي شارب على موقع عالم كرة القدم.نت (الإنجليزية)